# Теребенёв, Иван Иванович

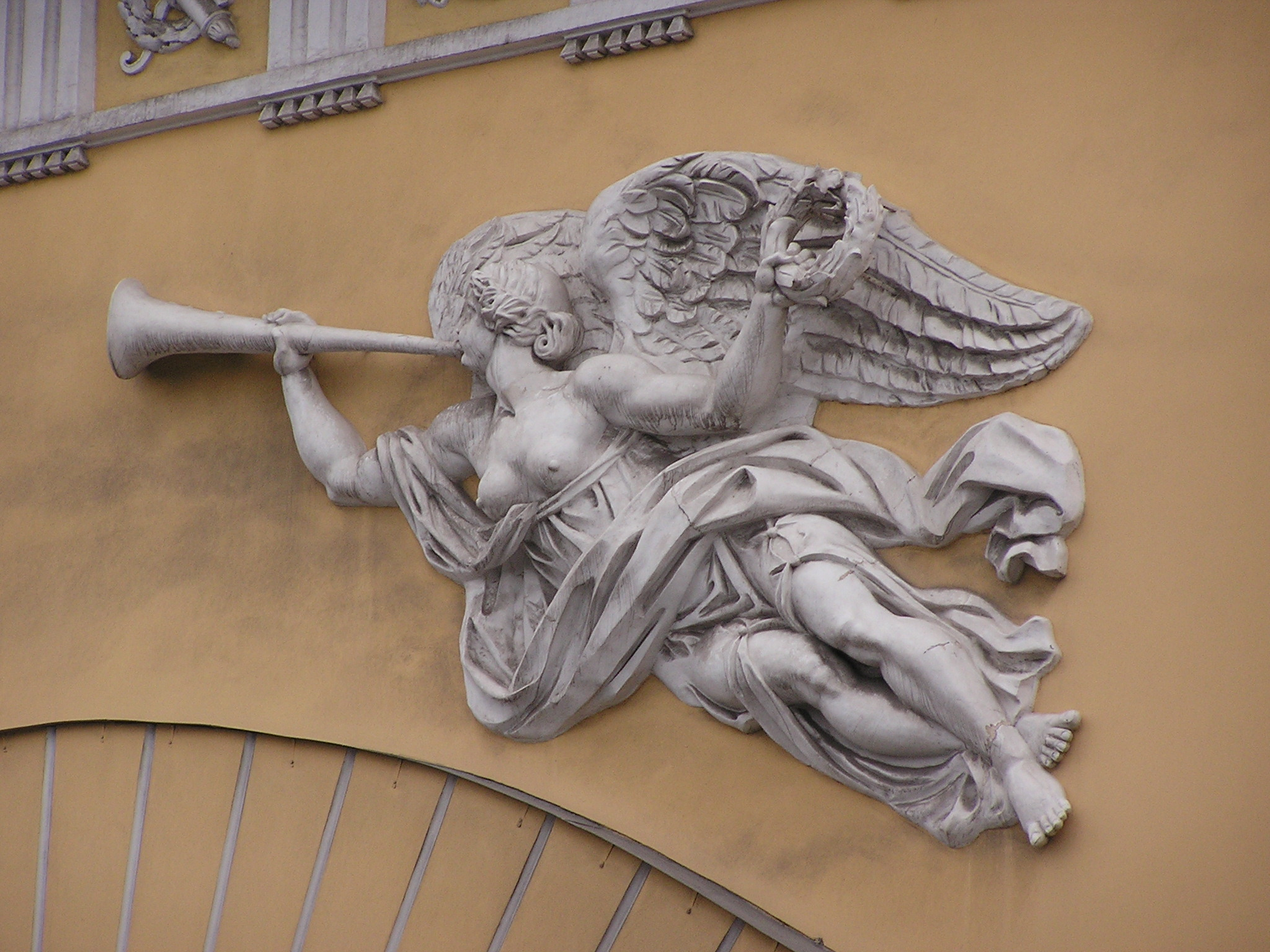
Гений Славы, трубящий победу. Горельеф Невского павильона здания Главного Адмиралтейства

Ива́н Ива́нович Теребенёв (1780—1815) — русский скульптор и график.

## Биография
С пятилетнего возраста воспитывался в Императорской Академии художеств (1785—1800), среди его учителей был Козловский. Был награждён медалями Академии: малая серебряная (1797), большая серебряная и малая золотая (1799) за программу «Ангел выводит апостола Петра из темницы», большая золотая медаль (1800) за барельеф «Полтавская баталия» для памятника Петру Первому перед Михайловским замком. Окончил Академию с аттестатом 1-й степени со шпагой (1800) и был оставлен при Академии для совершенствования.
Среди его скульптурных работ три барельефа на фасаде Адмиралтейства: «Фемида», «Заведение флота в России» и «Увенчание художника».

Наибольшую известность Теребенёв приобрёл как автор гравированных карикатур, связанных с вторжением Наполеона в Россию — «Теребеневских листов», высмеивавших императора Наполеона и его армию, восхвалявших русских солдат и партизан. Работы Теребёнева находились на стыке официальной пропаганды, британской карикатуры и русского народного лубка, пользовались популярностью у населения. Помимо отдельных рисунков, создал вместе с Венециановым целую книгу — «Подарок детям или Новая Российская азбука» с карикатурами на наполеоновских солдат.
Умер в бедности, был похоронен на Волковском православном кладбище (могила не сохранилась).
Сын — скульптор Александр Теребенёв. Внук — архитектор Платон Теребенёв.

## Галерея

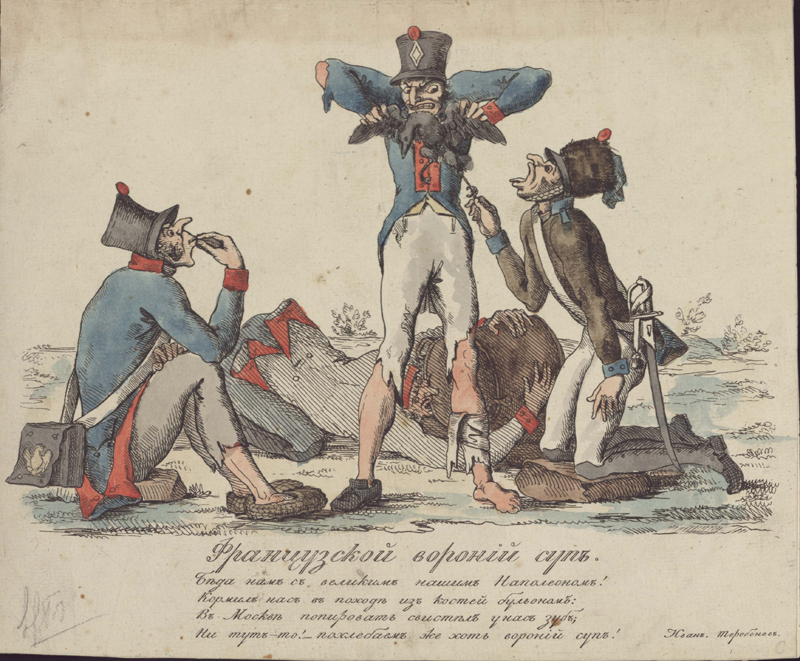
Пример карикатуры на французов
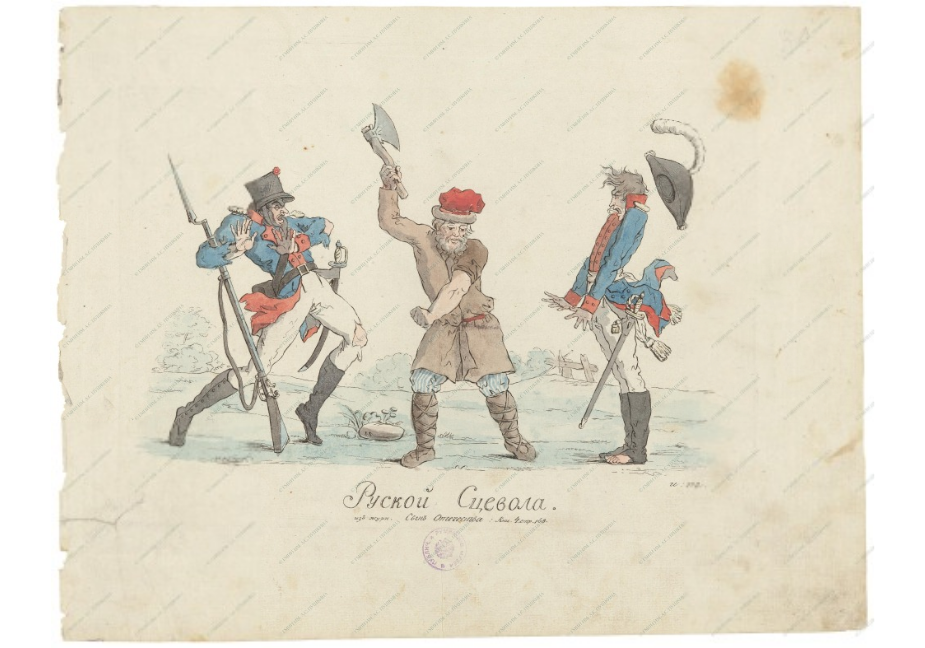
Русский Сцевола
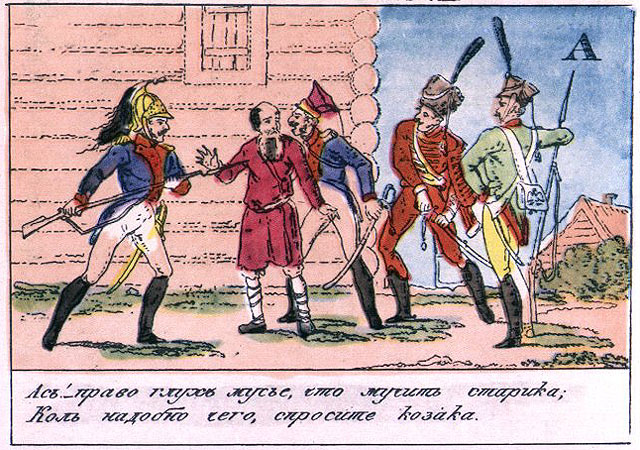
Лист из «Азбуки». «Ась? Право глух, мусье. Что мучить старика. Коль надобно чего, спросите казака.»
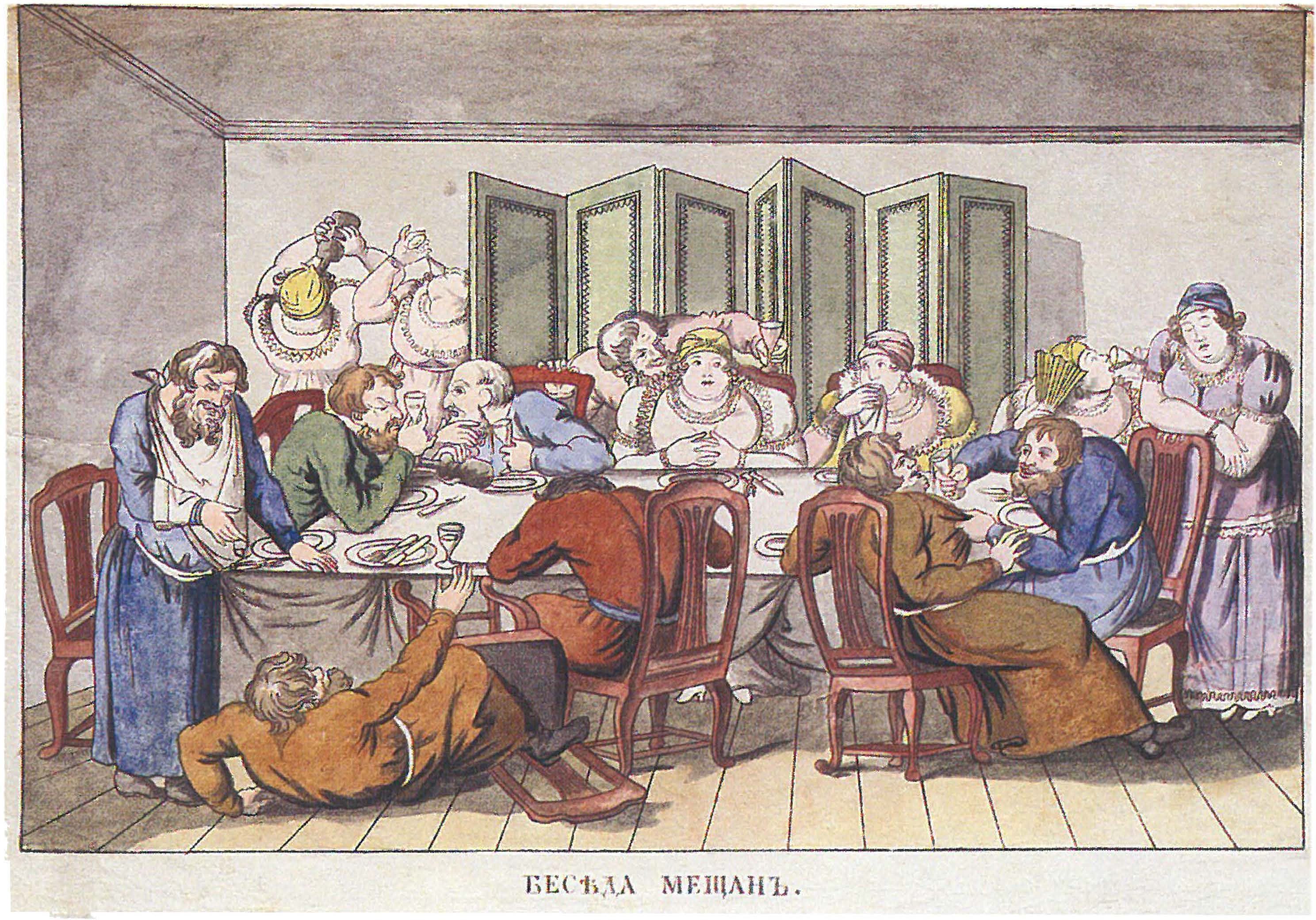
Беседа мещан